# Oberstes Holz

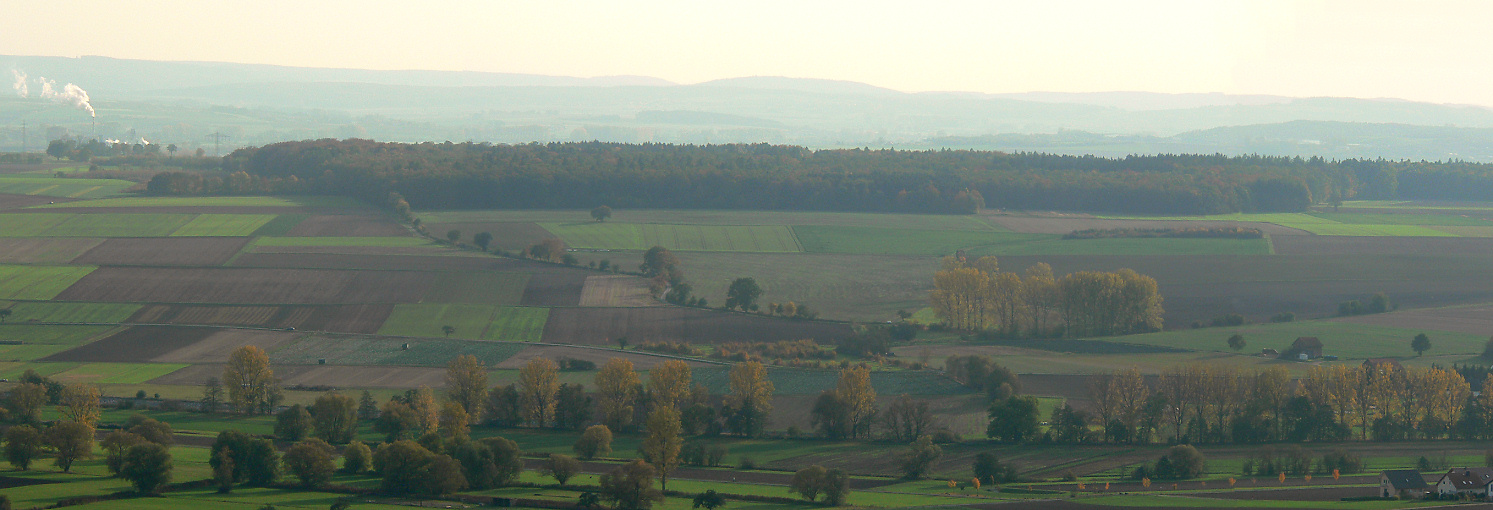
Oberstes Holz von der Obernburg in Gudensberg gesehen, links die Zuckerfabrik in Wabern

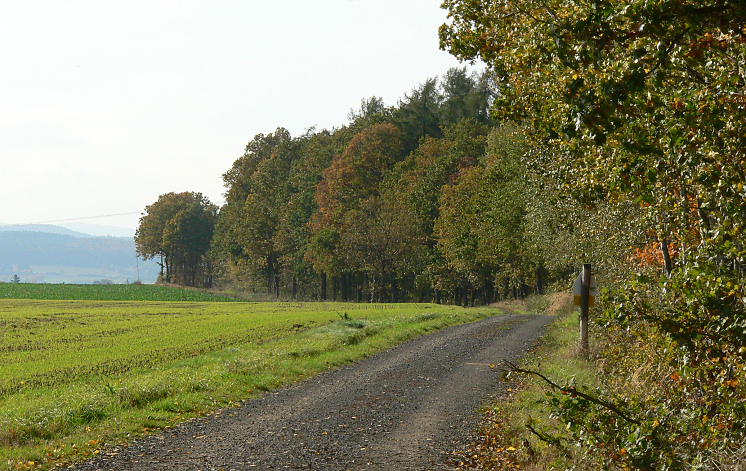
Waldrand des Obersten Holzes

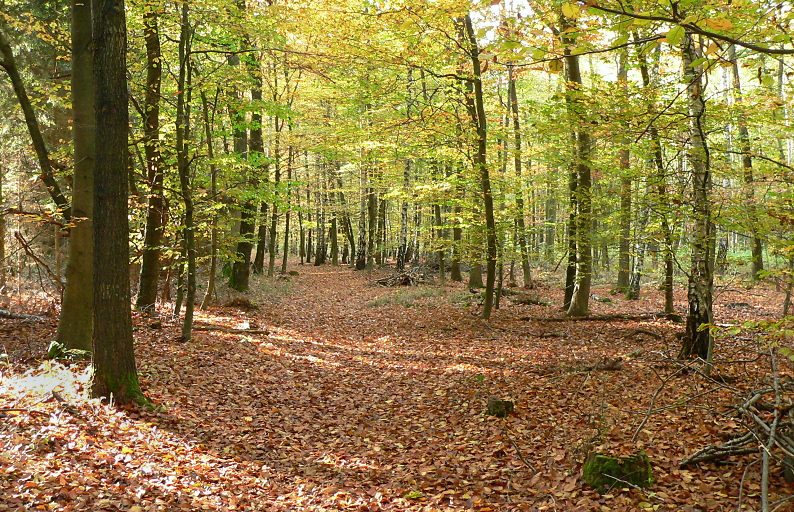
Laubwald im Obersten Holz

Das Oberste Holz ist ein Mischwald nördlich der Eder und südlich der Ems in der Gemarkung der Stadt Fritzlar im nordhessischen Schwalm-Eder-Kreis.  Der als Gudensberger Stadtwald vom Hessischen Forstamt bewirtschaftete Nutzwald wird auch jagdwirtschaftlich und als Naherholungsgebiet genutzt.

## Geographische Lage
Der Wald liegt zwischen dem Gudensberger Stadtteil Obervorschütz im Norden, dem Felsberger Stadtteil Niedervorschütz im Nordosten, dem Waberner Ortsteil Niedermöllrich im Südosten und den Fritzlarer Stadtteilen Cappel im Süden, Obermöllrich im Südwesten und Werkel im Nordwesten.

## Geschichte
Das fast ebene Waldstück besteht historisch aus dem westlichen „Obersten Holz“ und dem östlichen „Bonner Holz“ oder „Boner Holz“. Das Oberste Holz liegt an der Stelle eines einstigen Urwald- und Sumpfgebiets. Westlich davon befindet sich der geografische Punkt „Hoher Mahlstein“, der ehemalige Standort des Hilgensteins von Werkel, der wohl im 3. Jahrhundert v. Chr. als Zentrum einer rituellen vorchristlichen Stätte aufgestellt wurde. Im Bonner Holz befinden sich Reste mehrerer bronzezeitlicher Hügelgräber aus dem 2. Jahrtausend v. Chr., die jedoch noch nicht archäologisch untersucht worden sind. Das nach seinem Fuchsbestand benannte „Fuchsküppel“, mit 217 m ü. NN die höchste Erhebung innerhalb des Waldes, ist der Rest eines erodierten bronzezeitlichen Hügelgrabs.
Durch das Oberste Holz führte der seit Abholzung in den Jahren 1946 und 1947 freiliegende „Sälzerweg“, der die Salzgewinnungsstätten in Bad Sooden-Allendorf mit dem Rheingau und dem heutigen Ruhrgebiet verband. Der Sälzerweg ist am Obersten Holz kongruent mit dem Ederauenweg und einem von der Ars-Natura-Stiftung geförderten Kunstweg.
Im Mittelalter wurde der Wald auch als Hutewald benutzt. Die Bezeichnungen der Wege von Obervorschütz zum Obersten Holz, „Heiseler Weg“ und „Hommerweg“, stammen aus dem Mittelalter. Der Hommerweg ist nach dem brüllenden Vieh benannt, das zum Huteweiden im Obersten Holz getrieben wurde.
1761, im Siebenjährigen Krieg, lagerten 12.000 französische Soldaten im Obersten Holz und belagerten die Felsburg bei Felsberg. Aus dieser Zeit stammt das mit zwei Linden bepflanzte „Reitergrab“, in dem ein französischer Offizier mitsamt seinem Pferd bestattet ist.
Aus dem 18. Jahrhundert stammte der zum Jagdschloss Wabern gehörige „Fasanenhof“. Heute erinnert nur noch der 1971 teilrestaurierte und mit einer Betonplatte versiegelte Brunnen an den Fasanenhof. Er diente der Wasserversorgung der Bewohner und Besucher und zum Bierbrauen und wird seit Mitte 2023 saniert.
Östlich vom Obersten Holz wurde während des Zweiten Weltkriegs von 1943 bis 1945 ein Scheinflugplatz betrieben. Nach Ende des Kriegs wurden in den umliegenden Dörfern umherliegendes Kriegsgerät und durch die Alliierten eingesammelte Waffen im Obersten Holz zusammengetragen und vernichtet. Zwei mit Regenwasser gefüllte Explosionstrichter sind Überbleibsel dieser Aktion. Von 1947 bis 1952 wurden die Kriegsschäden durch Aufforsten kompensiert.
Die Interessengemeinschaft Waldläufer errichtete 1970 die Schutzhütte „Bonner Holz“ mit Kinderschaukel und 1971 die „Neue Schutzhütte“ am Waldteich; der Obervorschützer Maler Konrad Giese gestaltete beide Schutzhütten mit Ölbildern aus. Am 6. April 1977 wurde ein freistehender evangelisch-lutherischer Altar inmitten eines Eichendoms am Sälzerweg geweiht. Im November 1988 legten Schüler der Fritzlarer König-Heinrich-Schule östlich des Obersten Holzes ein Feldgehölz an, das Schutz gegen Wind- und Bodenerosion bietet, das Kleinklima verbessert und Lebensraum für Kleinlebewesen bietet.
1992 wurde vom Hessischen Forstamt ein Altholzbestand aus Eichen und Buchen am östlichen Waldrand von der weiteren wirtschaftlichen Nutzung ausgeschlossen und zu einer von hessenweit neun Stieleichen- und zehn Bergahornversuchsanbauflächen designiert. Auf diesen Arealen sollen die Nachkommen verschiedener hessischer Stieleichen- und Ahornbestände analysiert werden, um ihre Anpassungsfähigkeit, Vitalität und Qualität zu prüfen und für jede Region Hessens eine ausreichende Anzahl von geeigneten Saatguterntebeständen auszuwählen.

## Naherholungsgebiet

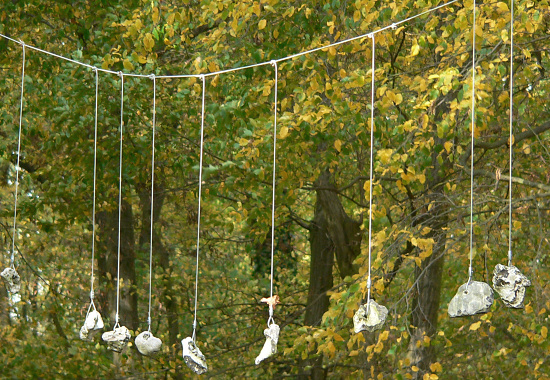
Kunstobjekt "Magischer Hain" am Ars Natura im Obersten Holz

Das Oberste Holz ist ein beliebtes Ziel für Ausflüge und Waldwanderungen. Vor der Cappeler und Obervorschützer Waldseite stehen Parkplätze zur Verfügung. Für Waldspaziergänge, Jogging, Nordic-Walking, Mountainbiking und Skilanglauf ist das Oberste Holz ein idealer Ort; es wurde sogar als Trainingsstrecke für Schlittenhunderennen genutzt.
Seit 2004 führt über den Barbarossaweg (Wanderzeichen „X8“) der Kunstpfad Ars Natura durch das Waldgebiet. Von dem Göttinger Künstler Joachim Reitner wird die Arbeit „Das Gedächtnis der Steine“ gezeigt, der Allendorfer Künstler Alf Becker zeigt seine „Kreissituation I“, der Malsfelder Künstler Lutz Lobert sein Werk „Aufbruch“, und die Schwalmstäder Künstlerin Ursula Porada ihren „Magischen Hain“ in unmittelbarer Nähe zum evangelischen Altar und in Nachbarschaft zur Baumschule.